# Arvid Linden
Arvo Leander Linden (Tampere, Finlandia, 27 de febrero de 1887-Helsinki, 18 de marzo de 1941) fue un deportista finlandés especialista en lucha grecorromana donde llegó a ser medallista de bronce olímpico en Londres 1908.

## Carrera deportiva
En los Juegos Olímpicos de 1908 celebrados en Londres ganó la medalla de bronce en lucha grecorromana estilo peso ligero, tras el italiano Enrico Porro y Nikolai Orlov de Rusia.